# L'amore delle tre melarance (commedia)
L'amore delle tre melarance è un'opera teatrale in tre atti di Carlo Gozzi, scritta in forma di canovaccio. Fu rappresentata per la prima volta a Venezia durante il Carnevale del 1761 dalla Compagnia Sacchi. L'opera è un libero rifacimento teatrale di una fiaba raccontata ne Lo cunto de li cunti del napoletano Giovan Battista Basile.
La storia delle tre melarance è di fatto solo un pretesto per dar corso a una polemica contro i due autori di teatro che in quegli anni si contendevano il primato delle scene veneziane: Pietro Chiari, adombrato dal personaggio della Fata Morgana, e Carlo Goldoni, il Mago Celio.

## Trama
Il principe Tartaglia, figlio del Re di Coppe, è consumato dalla malinconia: inutilmente il padre e il ministro Pantalone si prodigano per farlo guarire. Contro la guarigione tramano Clarice, Leandro e Brighella, con il sostegno della Fata Morgana. Tartaglia, con l'aiuto di Truffaldino e del mago Celio, e dopo strabilianti avventure, riesce a liberare Ninetta, prigioniera con due altre fanciulle in tre melarance fatate. Morgana allora trasforma Ninetta in una colomba, ma alla fine l'inganno è sciolto, gli empi sono puniti, la successione al trono salva con il matrimonio tra Ninetta e Tartaglia.

## Poetica
Carlo Gozzi, riproponendo sui palcoscenici le maschere della commedia dell'arte e la recitazione "all'improvviso", voleva opporre al realismo della rappresentazione della società borghese veneziana di Goldoni un teatro d'immaginazione e di fantasia, a difesa di un modo di fare teatro ormai agonizzante per i colpi inferti dal genio goldoniano.
Scrisse l'autore nella prefazione per l'edizione a stampa: «Questa favola, da me resa scenica, e colla quale cominciai a dare assistenza alla Comica Truppa Sacchi, non fu che una caricata parodia buffonesca sull'opere de' Signori Chiari e Goldoni, che correvano in quel tempo. I due partiti collerici de' due Poeti fecero ogni sforzo per procurare la sua caduta. Il cortese Pubblico la sostenne sul Teatro per sette repliche in quel Carnovale, ch'era per terminare. Si è negli anni susseguenti alla sua prima comparsa sempre replicata, ma spogliata delle caricate censure a' due accennati Poeti, perch'era mancata la circostanza, e il proposito».

## Derivazioni
- Nel 1919, il musicista russo Sergej Prokof'ev compose l'opera L'amore delle tre melarance, su libretto tratto dalla commedia di Gozzi.
- Nel 2002, il poeta Edoardo Sanguineti trasformò il canovaccio di Gozzi in una commedia in versi martelliani. La prima rappresentazione vide Lello Arena nei panni di Tartaglia.[3]